# Croton huitotorum
Espèce
Croton huitotorum est une espèce de plantes à fleurs du genre Croton et de la famille des Euphorbiaceae présente en Colombie et au Pérou.